# Unseen Terror
Unseen Terror was een grindcoreband uit Birmingham, Engeland.

## Geschiedenis
De groep werd opgericht in 1987 door Shane Embury (Napalm Death) op drums en zanger/gitarist Mitch Dickinson (Heresy) en later kwam Pete Giles (Warhammer, Harmony As One, Scalplock) erbij als bassist.
Na een bijdrage van 2 nummers op het verzamelalbum ‘Diminished Responsibility’ kreeg de groep een platencontract bij Earache Records. Het album ‘Human Error’ werd opgenomen in september 1987.
Na het debuutalbum trad Napalm Death drummer Mick Harris tot de band toe als zanger. Giles had inmiddels de groep verlaten. De groep verrichtte een opnamesessie voor radiofenomeen John Peel en met bassist Wayne Aston werd een eenmalig optreden verricht in Nottingham.
Hierna was het voorbij voor de band. Embury werd fulltime bassist bij Napalm Death en Dickinson werd gitarist van Heresy.

## Reputatie
De groep werd oorspronkelijk opgericht met het idee muzikaaltechnisch verantwoorde hardcore punk en grindcore te spelen. Echter door de tekstuele inhoud van enkele nummers op het album ‘Human Error’ met als onderwerp het stripicoon Garfield, kreeg de groep - naar mening van veel fans onterecht - een pretpunk image toebedeeld.

## Discografie

### Demo’s en albums
- Rehearsal Demo 1987
- Human Error LP 1987
- The Peel Sessions opgenomen 22 maart 1988, uitgezonden 11 april 1988, uitgebracht als vinyl EP in 1989

### Verzamelaars met nummers van Unseen Terror
- Diminished Responsibility : de nummers “Beyond Eternity” en “Expulsion Of Wrath”
- Grindcrusher het nummer “Divisions”
- Hardcore Holocaust 87-88 het nummer “Voice Your Opinion”
- Hardcore Holocaust II de nummers “Incompatible” en “Burned Beyond Recognition”